# Лесное хозяйство (журнал)
«Лесное хозяйство» — советский, а затем российский теоретический и научно-производственный журнал по вопросам лесного хозяйства.

## История
В списке ВАК — с 1970 года.
В советское время издавался ежемесячно (12 номеров в год), с 1993 года — 1 раз в 2 месяца.
В 2011 году был исключён из списка ВАК, со второго полугодия 2015 года прекратил свою деятельность.

## Учредитель/Издатель[2]
- Орган Министерства лесного хозяйства СССР (1947—1953);
- Орган Министерства сельского хозяйства и заготовок СССР (15 марта 1953 года — 21 ноября 1953 года);
- «Государственный комитет Совета Министров СССР по лесной, целлюлозно-бумажной, деревообрабатывающей промышленности и лесному хозяйству»; (9 апреля 1962 года)[3]
- Гос. ком. по лесной, целлюлозно-бумажной, деревообрабатывающей пром-сти и лесному хозяйству и Центр. правл. НТО лесной пром-сти и лесного хозяйства;
- Гос. ком. по лесной, целлюлозно-бумажной, деревообрабатывающей пром-сти и лесному хозяйству при Госплане СССР и Центр. правл. НТО лесной пром-сти и лесного хозяйства;
- Гос. ком. лесного хоз-ва Совета Министров СССР и Центр. правл. НТО лесной пром-сти и лесного хоз-ва;
- Гос. комитет СССР по лесу и Центральное правление Всесоюзного лесного НТО[1].